# Umberto Pierantoni (zoologo)
Umberto Pierantoni (Caserta, 25 settembre 1876 – Napoli, 16 novembre 1958) è stato uno zoologo italiano.

## Biografia
Socio e Presidente della Società dei Naturalisti in Napoli, Accademico dei Lincei dal 1946 e Accademico Pontificio dal 1940 , teorizzò nel 1909 la simbiosi fisiologica ereditaria divenendo uno dei padri della teoria dell'endosimbionte che spiega la presenza del mitocondrio all'interno della cellula eucariotica come la conseguenza dell'associazione biologica di una cellula primitiva e un proto-battere. Fece ricerche sulla luminosità biologica degli animali. Scrisse trattati e opere divulgative.